# Eudócia Angelina
Eudócia Angelina (em em grego: Ευδοκία Αγγελίνα; em sérvio:  Evdokija) foi uma princesa e rainha-consorte do Império Bizantino. 
Ela era filha do imperador Aleixo III Ângelo e de Eufrósine Ducena Camaterina e posteriormente foi casada com o rei Estêvão II Nemânica do Grão-Principado da Sérvia (a Ráscia) entre 1196 e 1198. 

## Biografia
Eudócia Angelina casou-se com Estêvão I Prvovenčani, segundo filho de Estêvão Nemânia, grande jupã da Ráscia. O casamento foi combinado pelo tio da noiva, o imperador Isaac II Ângelo, por volta de 1186, na altura em que aquele se encontrava exilado na Síria. Em 1195, depois da ida do sogro para um mosteiro, o marido de Eudócia tornou-se governante da Ráscia (e mais tarde rei da Sérvia). Segundo a crónica de Nicetas Coniates, numa data incerta depois de junho de 1198, Eudócia e Estêvão desentenderam-se, trocando mútuas acusações de adultério, e ela regressou à corte do pai em Constantinopla.
Em Constantinopla Eudócia tornou-se amante do futuro imperador Aleixo V Ducas, com quem, juntamente com sua própria mãe, fugiu da cidade rumo à Trácia a 12 de abril de 1204, enquanto os cruzados da Quarta Cruzada assaltavam as muralhas de Constantinopla. Encontrando o seu pai deposto em Mosinópolis, Eudócia recebeu autorização para casar-se com Aleixo V, mas este foi capturado e estrangulado por ordem de Aleixo III pouco tempo depois. 
Eudócia Angelina casou-se em terceiras núpcias com Leão Esguro, o governador independente de Corinto, depois de este ter oferecido asilo a Aleixo III e à sua família em 1204. Cercado na cidadela de Corinto, Esguro suicidou-se em 1207 ou 1208. Pensa-se que Eudócia terá falecido por volta de 1211.

## Família
Do seu casamento com Estêvão Pruovenchani da Sérvia teve duas filhas e três filhos:
- Estêvão Radoslau, rei da Sérvia
- Estêvão Ladislau I da Sérvia
- Predislau (arcebispo Sava II da Sérvia)
- Comnena Nemânica de Cruja, condessa